# Ян Верхас
Я́н Верха́с (нід. Jan Verhaas; 5 жовтня 1966, Масслейн) — нідерландський професійний рефері зі снукеру, народився 5 жовтня 1966  в місті Масслейс (нід. Maassluis), в провінції Південна Голландія, мешкає у місті Брілле.

## Біографія
Верхас працював оператором в компанії «Shell Chemicals». У 1990 році кваліфікувався на рефері 1-го класу зі снукеру. У наступному році, після турніру в Роттердамі, WPBSA запропонувала Верхасу обслуговувати матчі мейн-туру. 
Його перший офіційний матч як снукерного рефері відбувся у 1993 (матч Стів Девіс - Тоні Драго).
 У 2003 Верхас став першим суддею не з Великої Британії, якому було доручено проведення фіналу чемпіонату світу (матч між Марком Вільямсом та Кеном Догерті).
Верхасу довелося бути учасником двох скандально відомих матчів: у першому, в 1/4 чемпіонату Великої Британії між Стівеном Хендрі та Ронні О'Салліваном, за рахунку 1:4 не на свою користь О'Салліван припинив гру і достроково залишив матч  (Після цього WPBSA оштрафувала Ронні О'Саллівана); у другому, у фіналі Мастерс 2007 за участі того ж О'Саллівана і Діна Цзюньхуея, вже Дін відмовився продовжувати матч через свою погану гру, проте Ронні переконав 19 - річного китайського гравця дограти матч. Що в результаті й було зроблено, відповідно, ніяких санкцій не робилося. 
Вже кілька років Ян Верхас обслуговує турніри з пулу, організовувані компанією Matchroom Sports Баррі Хірна. 
Ян Верхас вважається одним з найавторитетніших рефері. Отримав прізвисько «Джеймс Бонд» — за свою незворушність і монументальність. Проживає в місті Брілле неподалік від Роттердаму.

## Головні фінали
- Чемпіонат світу - 2003, 2006, 2008, 2011
- Чемпіонат Великої Британії - 2005, 2006, 2008
- Мастерс - 2001, 2002, 2004, 2007, 2009, 2010
- Гран-прі - 2004, 2007, 2009